# 臺姓
臺姓是汉姓。先祖臺駘爲少昊後裔，世爲水官之長，颛顼封之於汾川，後遂以為汾水之神。亦有從澹臺姓簡化為臺姓，如台静农。

## 延伸閱讀
[在维基数据编辑]
 《欽定古今圖書集成·明倫彙編·氏族典·臺姓部》，出自陈梦雷《古今圖書集成》